# Pomnik Josepha Conrada w Gdyni
Pomnik Josepha Conrada – pomnik przedstawiający sylwetkę Josepha Conrada, wybitnego pisarza angielskiego polskiego pochodzenia, który zapisał się w literaturze światowej jako niezrównany marynista, znajduje się na zakończeniu alei Jana Pawła II (przedłużenie skweru Kościuszki) w gdyńskiej dzielnicy Śródmieście. Odsłonięcie pomnika odbyło się 19 czerwca 1976 podczas obchodów Dnia Morza i 50-lecia Gdyni.
Projektantami rzeźby byli Wawrzyniec Samp i Zdzisław Koseda. Rzeźba wykonana jest z granitu i ma formę stylizowanego żagla, którego centralna część przedstawia relief z ukazaną do pasa sylwetką pisarza z głową skierowaną w lewą stronę. Na pomniku umieszczono kilka napisów: pod reliefem wyryty został cytat z jednej z najsłynniejszych powieści Conrada Lord Jim o treści: „Nic tak nie nęci, nie rozczarowuje i nie zniewala jak życie na morzu”; z przodu cokołu znajdują się inskrypcje zawierające nazwisko pisarza, z lewej strony: TEODOR / JÓZEF KONRAD / KORZENIOWSKI/ 1857–1924, z prawej strony: JOSEPH / CONRAD; z tyłu pomnika wyryto sygnaturę pisarza oraz tytuły pięciu najbardziej znanych utworów jego autorstwa: Tajfun, Lord Jim, Zwycięstwo, Smuga cienia i Jądro ciemności.